# La notte del bombardiere
La notte del bombardiere (La Nuit du bombardier) è un romanzo di fantascienza dello scrittore francese Serge Brussolo pubblicato nel 1989.
L'opera, pubblicata in Italia nel 1990, racconta una catastrofe avvenuta durante la seconda guerra mondiale a causa di quello che si pensava fosse stato un bombardiere giapponese schiantatosi su una cittadina della costa statunitense. A distanza di molti anni la cosa precipitata si rivelerà essere una forma di vita aliena.

## Trama
(Serge Brussolo, La notte del bombardiere)
Lucie Sarella è stata vittima di uno stupro in un parcheggio sotterraneo avvenuto alla presenza del figlio adolescente David. La donna ha perso la ragione e anche David, preda dei sensi di colpa per non essere stato capace di difendere la madre, rimasto traumatizzato, soffre di incubi notturni. La nonna di David, ricca imprenditrice, conscia che possibili scandali conseguenti i comportamenti dei due potrebbero nuocere ai suoi affari, fa rinchiudere la donna in un ospedale psichiatrico e invia il ragazzo in un lontano e severo collegio. Appena arrivato a Triviana-sur-Mer, piccola cittadina sede del collegio, David fa conoscenza con il taciturno factotum del collegio noto come "il Portiere", con Moochie Flanagan, il ragazzo che sarà il suo compagno, con l'enigmatico Direttore della scuola che passa ore alla finestra del suo ufficio in ossessive e misteriose osservazioni, con gli strampalati e inquietanti professori chiamati con pittoreschi soprannomi tra cui "Succhiapalle", e "Mary Superbombe".
David fa esperienza con l'assurda disciplina del collegio e con i rituali delle varie congregazioni di studenti tra cui il "club dei superstiti", capitanato dall'inquietante Losfred Shicton-Wawe che impone raccapriccianti obblighi ai suoi adepti. David apprende anche che quarantadue anni prima, durante la seconda guerra mondiale un misterioso aeroplano si era schiantato sulla folla di un luna park. L'incidente, conosciuto come "la notte del bombardiere", aveva decimato la popolazione di Triviana-sur-Mer e riempito la cittadina di invalidi e anziani traumatizzati. David fa la conoscenza con alcuni strani abitanti tra cui Maxwell Portrige, che scuoia gli animali credendo che in essi si nasconda il diavolo, con Barney Coom, proprietario di un negozio di modellismo che dalla notte del bombardiere tenta di ricreare l'immagine dell'incidente in un diorama e Jonas Stroke, violento guardiano del luogo dell'incidente. Moochie, appassionato di modellismo, si intrattiene spesso con Barney Coom, entrambi incaponiti sul voler scoprire la nazionalità e il modello dell'aeroplano precipitato di cui non si sono mai ritrovati i rottami.
Lucie fugge dall'ospedale e viene nascosta da David in una baracca del luna park devastato mentre strani eventi si manifestano nella cittadina: un cane di metallo insegue David nella notte e un gabbiano, anch'esso di metallo, tenta di uccidere il ragazzo per poi decapitare il Direttore. Moochie e Barney vengono trovati morti e la vita di Lucie viene messa in pericolo da una misteriosa donna di ferro. Jonas Stroke mette in salvo la donna rivelando a David che subito dopo l'incidente sul luogo si erano rilevate strane radiazioni e che sul luogo l'USAF aveva inviato degli scienziati tra cui lo stesso Stroke che era rimasto nella città per quarantadue anni ossessionato dal mistero.
Gli eventi precipitano e si scopre che l'oggetto precipitato non era un bombardiere ma una forma di vita aliena, una massa metallica che si era schiantata sulla cittadina, frammentandosi e sterminando uomini e animali. Anni dopo l'entità stava tentando di riunirsi per abbandonare la terra utilizzando l'energia vitale delle persone e degli animali che infettava e trasformava in automi metallici. Unico ostacolo al processo è la presenza di Lucie la cui insanità mentale interferiva con le onde mentali dell'entità aliena. L'essere, dopo aver sterminato quasi tutta la popolazione di Triviana-sur-Mer, abbandona la città con l'obiettivo di trovare nuove vittime altrove, lontano dalla nociva influenza di Lucie.
Losfred Shicton-Wawe è tra i pochi sopravvissuti e costringe David e sua madre a inseguire l'entità per distruggerla ad ogni costo.

## Personaggi
David SarellaIl giovane protagonista del romanzo. Da quando ha assistito allo stupro della madre deve fare uso di psicofarmaci per dormire. Viene inviato in un rigido collegio dalla nonna.
Lucie SarellaLa madre di David, impazzita dopo essere stata violentata in un parcheggio.
Nonna SarahLa nonna di David e madre di Lucie. Ricca imprenditrice, impietosamente preoccupata che il comportamento dei due parenti possa nuocere ai suoi affari.
Moochie FlanaganIl compagno di stanza di David nel collegio. Afflitto dall'asma e ignorato dai compagni, ha trovato nel modellismo la sua unica valvola di sfogo. È una delle prime vittime dell'entità aliena.
Il PortiereIl portinaio del collegio e factotum. Sul suo passato e sui motivi del suovolto sfregiato circolano le ipotesi più disparate tra cui il passato di portiere in un monastero e di militare.
Il DirettoreDirige il collegio imponendo disciplina e regole assurde. Passa il tempo in catatonica osservazione dalla finestra dello studio. Muore decapitato da un gabbiano di metallo.
Losfred Shicton-WaweIl capo della confraternita chiamata il "club dei superstiti". Da giovanissimo è stato l'unico superstite di un incidente aereo ed è sopravvissuto per settimane in condizioni estreme circondato da cadaveri prima di essere raggiunto dai soccorsi e messo in salvo. Da allora la sua mente è rimasta sconvolta ed è convinto che un cataclisma sia prossimo. Ha coinvolto i compagni in allucinanti addestramenti di sopravvivenza, con la compicità del portiere.
Barney CoomProprietario di un negozio di modellismo, ossessionato dall'incidente avvenuto la notte del bombardiere e impegnato a ricrearla in un diorama che ossessivamente rifinisce nei minimi particolari. Muore ucciso dall'entità aliena.
Lisbeth Mac FloydUn'amica di Barney Coom, morta la notte del bombardiere e tornata in vita nei panni di un essere metallico.
Jonas StrokeIl guardiano del parcheggio, assistente del servizio scientifico dell'Air Force. Inviato sul luogo dell'incidente quarantadue anni prima, è rimasto a Triviana-sur-Mer per condurre autonomamente indagini sull'evento. Con il passare del tempo anche lui è impazzito a causa delle influenze negative che aleggiano sul luogo.
Maxwell PortrigeFolle abitante di Triviana-sur-Mer. Scuoia gli animali, convinto che il diavolo si nasconda nei loro corpi, per poi ricucirli metodicamente.
SucchiapalleInsegnante del collegio è convinto la tragedia della notte del bombardiere sia stata causata dagli UFO.
Mary SuperbombeLa professoressa di inglese del collegio.
BonnixLuogotenente del club dei superstiti.

## Edizioni
- (FR) Serge Brussolo, La Nuit du bombardier, Présence du fantastique n.29, 1ª ed., Denoël, 1989.
- Serge Brussolo, La notte del bombardiere, traduzione di Maurizio Vinelli, Urania n° 1119, Arnoldo Mondadori Editore, 1990,  p. 192.
- Serge Brussolo, La notte del bombardiere, traduzione di Maurizio Vinelli, I capolavori di Urania n° 1617, Arnoldo Mondadori Editore, 2015,  p. 264.